# Dobrianka
Dobrianka – miasto w Rosji, w Kraju Permskim. W 2010 roku liczyło 33 686 mieszkańców.